# Hyophila fouta-djalloni
Hyophila fouta-djalloni är en bladmossart som beskrevs av Jean Édouard Gabriel Narcisse Paris och Brotherus 1908. Hyophila fouta-djalloni ingår i släktet Hyophila och familjen Pottiaceae. Inga underarter finns listade i Catalogue of Life.